# Słowik (Sainte-Croix)
Pour les articles homonymes, voir Słowik.
Słowik est une localité polonaise de la gmina de Sitkówka-Nowiny, située dans le powiat de Kielce en voïvodie de Sainte-Croix.